# Mourade Zeguendi
Mourade Zeguendi (Sint-Joost-ten-Node, 30 oktober 1980) is een Belgisch-Marokkaanse acteur.

## Biografie
Mourade Zeguendi is een Belgisch-Marokkaanse acteur en theatermaker. In het begin van zijn carrière speelde hij mee in een tiental theatervoorstellingen, voornamelijk stukken van de onafhankelijke theatergroep Union Suspecte dat hij in 2003 oprichtte samen met o.a. Chokri en Zouzou Ben Chikha. Mourade kreeg een rol in verschillende succesvolle producties: Bruxelles mon amour (2000), Dikkenek (2005), Taxi 4 (2006), Go Fast (2007) en JCVD (2008). Ook op het televisiescherm was hij in tal van programma’s te zien waaronder Melting Pot Café, De Vijfhoek en Duts. Maar het is vooral dankzij de film van Nabil Ben Yadir, Les Barons, die in 2009 voorgesteld werd tijdens de openingsceremonie van de FIFF in Namen, dat hij wordt opgemerkt.
In 2011 prijkt zijn naam op de affiche van L’Amante du Rif van Narjiss Nejjar, een film die geselecteerd werd voor de FIFF. Hij krijgt ook een rol in de film Offline van Peter Monsaert. Voor deze rol mag hij in 2013 de Ensor voor beste mannelijke bijrol in  ontvangst nemen. Mourade is vervolgens te zien in de film F.C. De Kampioenen:  Kampioen zijn blijft plezant (Eric Wirix), Traitors (Sean Gullette - geselecteerd voor de Venice Days in 2013), Plan Bart (Roel Mondelaers), Waste Land (Pieter Van Hees) en Certifié Halal (Mahmoud Zemmouri).
Hij richt het theatercollectief Action Zoo Humain mee op waarmee hij onder andere de voorstellingen Flandrien (2015-2017) en Join the Revolution (2016-2017) brengt. Bij het Vlaamse publiek wint hij diezelfde zomer aan populariteit dankzij het project Hot in Frankrijk, waarmee hij een maand lang aan de zijde van de populaire comedian Freddy De Vadder verslag uitbrengt van het EK voetbal.

## Filmografie

### Film
- 2000: Bruxelles mon amour van Marc Didden - Cheb
- 2006: Dikkenek van Olivier Van Hoofstadt - Aziz
- 2007: Taxi 4 van Gérard Krawczyk - Sukk
- 2008: Go Fast van Olivier Van Hoofstadt - Luigi
- 2008: JCVD van Mabrouk El Mechri
- 2009: Les Barons van Nabil Ben Yadir - Mounir
- 2011: L'Amante du Rif van Narjiss Nejjar - de baron
- 2012: Offline van Peter Monsaert - Rachid
- 2013: Traitors van Sean Gullette - Samir
- 2013: Wolf van Jim Taihuttu - Mounir
- 2013: F.C. De Kampioenen: Kampioen zijn blijft plezant van Eric Wirix - Yassine
- 2014: Plan Bart van Roel Mondelaers - Abbi
- 2014: Waste Land van Pieter Van Hees - Fouad
- 2015: Certifiée halal van Mahmoud Zemmouri - Chérif
- 2016: La Juve de Timgad van Fabrice Benchaouche - Nasser
- 2016: Messias van Rob Lücker - Rachid
- 2017: Generatie B van Pieter Van Hees
- 2017: Rosie & Moussa van Dorothée Van den Berghe

### Televisieserie
- 2008: Melting Pot Café - Momo
- 2010: Duts
- 2012: De Vijfhoek - Jamal
- 2019: Gina & Chantal van Thomas De Cock
- 2020: Undercover - Vincent Messaoudi

### Theater
- 1999: J'appelle ça un hangar (Théâtre Océan Nord)
- 2000: Pas tous les Marocains sont des voleurs (Arne Sierens)
- 2001: Grensstraat 41 Rue de la Limite (Théâtre la Galafronie), Ruud Gielens
- 2002: L'Hafa (Théâtre la Galafronie), Ruud Gielens
- 2003: Roberto Zucco (KVS), Raven Ruel
- 2004: Bruine suiker (Hugo Claus), Chokri Ben Chikha
- 2005: Onze Lieve Vrouw Van Vlaanderen/ Notre-Dame de Flandre (KVS en Union Suspecte), Chokri Ben Chikha
- 2006: We People (KVS en Union Suspecte), Ruud Gielens
- 2007: In The Forest Is A Monster (Théâtre Océan Nord en Kunstenfestivaldesarts), Zouzou Leyens
- 2007: They Eat People (KVS, Union Suspecte en Abattoir Fermé), Ruud Gielens
- 2008: Incendies (Théâtre National en KVS), David Strosberg
- 2009: Singhet ende Weset Vro (KVS), Ruud Gielens
- 2010: Belga (‘t Arsenaal), Michael De Cock
- 2011: Guantanamouk (KVS en Union Suspecte), Nabil Ben Yadir
- 2011: Haven 010 (‘t Arsenaal), Michael De Cock
- 2012: 25 Minutes To Go (Union Suspecte), Ruud Gielens
- 2012: Hannibal (‘t Arsenaal), Michael De Cock
- 2013: Kruistucht (Union Suspecte), Zouzou Ben Chikha
- 2013: De Waarheidscommissie/ La Commission de Vérité (Action Zoo Humain en Vooruit), Chokri Ben Chikha
- 2014: Flandrien (Action Zoo Humain), Zouzou Ben Chikha
- 2016: Join the Revolution (Action Zoo Humain), Zouzou Ben Chikha
- 2016: Onderworpen (Action Zoo Humain)

### Kortfilms
- 2000: Le Choix d'aimer van Mohsine El Badaoui
- 2004: Bronxelles van Dieter De Coster
- 2005: Vallée d'amour van Alex Debreczeni
- 2012: Business van Manu Coeman
- 2012: La Proie van Jonas Baeckeland
- 2013: José van Gaëtan Liekens
- 2016: The Last Moonwalk van Yves Piat

## Prijzen en nominaties
- 2013: Ensor voor beste mannelijke bijrol voor Offline